# Karl Rath (SS-Mitglied)
Karl Rath (* 9. Januar 1909 in Lüdenscheid; † 5. April 1993 in Bückeburg) war ein deutscher SS-Obersturmführer, Teilkommandoführer des Einsatzkommandos 9 der Einsatzgruppe B und verurteilter Kriegsverbrecher.

## Leben
Rath, Sohn eines Kaufmanns, zog 1921 mit seinen Eltern nach Bückeburg und besuchte das dortige Gymnasium, das er 1924 verließ. Er machte eine Berufsausbildung in einem Haushaltswarengeschäft in Bückeburg und arbeitete nach Abschluss der Lehre im 1927 bei verschiedenen Firmen als kaufmännischer Angestellter. Von 1925 bis 1927 gehörte er dem Jungdeutschen Orden an. Im Jahre 1932 wurde Rath arbeitslos und trat zum 1. August 1932 der NSDAP (Mitgliedsnummer 1.265.100) sowie im selben Jahr der SA bei. Ab April 1933 führte er in Bückeburg eine Buchhandlung, das auch NSDAP-Bedarfsartikel vertrieb. Dieses Geschäft gab er 1934 wieder auf. Beim Landratsamt Bückeburg fand er danach eine Beschäftigung als Aushilfe. Die Landesregierung Schaumburg-Lippe stellte ihn im August 1934 als Kanzleiangestellten ein. Ab 25. Mai 1935 war er bei der  Gestapo Bückeburg als Aushilfskraft tätig. Am 1. Januar 1938 wurde er von der Gestapo Bielefeld als Kriminalangestellter übernommen. Ab August 1939 leitete Rath die Gestapo in Bückeburg.
Ende Mai 1941 wurde er nach Düben in Sachsen versetzt und dem Einsatzkommando 9 zugeteilt. Im September 1941 nahm er an der Ermordung von 1025 Juden im Ghetto Janowitschi teil. Seit Oktober 1941 war er Führer eines Teilkommandos in Witebsk. Dort leitete er im Januar 1942 die Erschießung von mindestens acht Juden, danach die Hinrichtung von mindestens 50 Juden. Im Sommer 1944 wurde Rath zur Gestapo nach Bad Eilsen versetzt, wo er bis zum Kriegsende blieb.
Nach Kriegsende tauchte er unter dem falschen Namen Arnold Raabe unter. Im August 1948 meldete er sich unter seinem richtigen Namen bei der britischen Besatzungsmacht in Bielefeld. Am 21. September 1948 wurde er festgenommen und für einen Monat ins Internierungslager Fallingbostel gebracht. Wegen seiner Zugehörigkeit zur Gestapo verurteilte ihn die Spruchkammer Bielefeld am 20. Januar 1949 zu 6 Monaten Straflager. Diese Strafe wurde zu Weihnachten 1949 in eine Geldstrafe umgewandelt. Wegen des Straffreiheitsgesetzes vom 31. Dezember 1949 wurde auch die Geldstrafe erlassen. Danach lebte Rath unbehelligt mit seiner Familie in Bückeburg, wo er bei einem Installations- und Elektrounternehmen als kaufmännischer Angestellter arbeitete. Im April 1959 wurde er in einem Verfahren zur Sache Einsatzkommando 9 als Zeuge vernommen. Es folgte seine Verhaftung am 13. Januar 1960. Vier Tage später war er wegen mangelhafter Nachweise wieder frei. Doch schon vom 17. Januar 1961 bis zum 29. Juni 1961 und wieder ab 4. Februar 1965 kam er in Untersuchungshaft in die Justizvollzugsanstalt Moabit. Das Landgericht Berlin verurteilte ihn am 6. Mai 1966 wegen Beihilfe zum Mord in zwei Fällen zu fünf Jahren Zuchthaus. Am 2. Mai 1968 wurde er aus der JVA Tegel entlassen.